# Xanthorhoe transpositaria
Xanthorhoe transpositaria là một loài bướm đêm trong họ Geometridae.